# Cratere Orestheus
Orestheus è un cratere sulla superficie di Callisto.